# NATO oznaka
NATO oznake so kodna imena, ki jih uporablja organizacija NATO za označevanje vojaške opreme članic bivšega Varšavskega pakta (Vzhodni blok, Sovjetska zveza) in Kitajske. Uporablja se kratka imena, ki so lahko razumljiva v angleškem jeziku in se običajno razlikujejo od tistih v matičnem jeziku.

## Nomenklatura

### Rakete
Prva črka označuje področje uporabe:
- A — raketa zrak-zrak
- K — raketa zrak-zemlja (iz ruščine Kh)
- G — raketa zemlja-zrak
- S — raketa zemlja-zemlja vključuje rakete izstreljene z ladij in podmornic

### Zrakoplovi
Prva črka označuje tip zrakoplova
- F (fighter) — lovsko letalo; vključuje tudi jurišna letala
- B (bomber) — bombniki
- C (commercial) — komercialni zrakoplovi, potniška letala in tovorna letala
- H (helicopter) — helikopterji
- M (miscellaneous) — drugo, npr. šolska letala, hidroplani, leteči tankerji, letala za zgodnje opozarjanje